# Tolemaide di Fenicia
Tolemaide (in greco antico: Πτολεμαΐς?, Ptolemaís), nota come Tolemaide di Fenicia, era un'antica città della Fenicia, situata nei pressi dell'attuale città israeliana di Acri. In epoca cristiana è stata anche sede episcopale come diocesi di Tolemaide di Fenicia, mentre attualmente è una sede vescovile titolare.

## Storia

### Periodo ellenistico
Conosciuta in epoca pre-ellenistica come Ace o Acco, la città fu rifondata con il nome di Tolemaide dal faraone egizio Tolomeo II Filadelfo prima del 259 a.C., anno del primo documento a riportare la nuova denominazione.
Probabilmente la rifondazione della città portò a una sua espansione, come anche parrebbe dai ritrovamenti archeologici, e fu utilizzata dagli egizi come porto commerciale. All'inizio della quarta guerra siriaca la città fu conquistata dalle truppe del sovrano seleucide Antioco III nel 219 a.C., ma venne riacquista dai Tolomei; nel 200 a.C., a seguito della battaglia di Panea, il centro cadde definitivamente nelle mani dei Seleucidi e venne rinominata "Antiochia Tolemaide" (in greco antico: Ἀντιόχεια τῶν εν Πτολεμαΐδι?, Antiócheia ton en Ptolemaídi) La città fu una zecca reale dell'impero seleucide, ma l'influenza egizia rimase comunque forte, e fu lì che avvenne il matrimonio tra Alessandro I Bala e Cleopatra Tea, figlia di Tolomeo IV, alla fine della prima guerra di successione seleucide. Il nome di Antiochia rimase almeno per quasi tutto il II secolo a.C. e la città fu conquistata negli anni 104/103 a.C. in rapida successione dal sommo sacerdote giudaico Alessandro Ianneo, dal faraone Tolomeo IX e infine dalla regina egizia Cleopatra III, riacquisendo l'antica denominazione. La città resistette all'invasione della Siria di Tigrane II d'Armenia, che fu definitivamente sconfitto dall'intervento del generale romano Gneo Pompeo Magno, il quale alla fine della terza guerra mitridatica nel 63 a.C. annesse i territori siriani alla Repubblica romana.